# MLS Cup de 2000
MLS Cup 2000, foi a final da quarta edição da Major League Soccer, disputada entre Kansas City Wizards e Chicago Fire. O jogo foi disputado no RFK Stadium, em Washington, D.C. em 15 de outubro de 2000. O Kansas City aproveitou uma falha do Chicago para fazer o único gol do jogo. O meia Chris Klein roubou a bola de Diego Gutierrez perto do meio-campo e saiu pelo flanco direito em direção a linha de fundo. Klein cruzou a bola em direção a área, os defensores não conseguiram afastar o perigo e, após a bola bater em um zagueiro, Miklos Molnar não teve "muito trabalho" e fez o gol. Os 39.159 torcedores no RFK Stadium foram agraciados com um jogo emocionante depois do gol de Molnar.

## Caminho até a final
| Pos | Clube                | J  | V  | E | D  | GP | GC | SG  | Pts |
| --- | -------------------- | -- | -- | - | -- | -- | -- | --- | --- |
| 1   | Kansas City Wizards  | 32 | 16 | 9 | 7  | 47 | 29 | +18 | 57  |
| 2   | Los Angeles Galaxy   | 32 | 14 | 8 | 10 | 47 | 37 | +10 | 50  |
| 3   | Colorado Rapids      | 32 | 13 | 4 | 15 | 43 | 59 | -16 | 43  |
| 4   | San Jose Earthquakes | 32 | 7  | 8 | 17 | 35 | 50 | -15 | 29  |

| Pos | Clube            | J  | V  | VSH | D  | GP | GC | SG  | Pts |
| --- | ---------------- | -- | -- | --- | -- | -- | -- | --- | --- |
| 1   | Chicago Fire     | 32 | 17 | 6   | 9  | 67 | 51 | +16 | 57  |
| 2   | Tampa Bay Mutiny | 32 | 16 | 4   | 12 | 62 | 50 | +12 | 52  |
| 3   | Dallas Burn      | 32 | 14 | 4   | 14 | 54 | 54 | 0   | 46  |
| 4   | Columbus Crew    | 32 | 11 | 5   | 16 | 48 | 58 | -10 | 38  |

## Detalhes
| 15 de outubro | Kansas City Wizards | 1 – 0  | Chicago Fire | RFK Stadium, Washington D.C.            |
|               | Molnar 11'          | Report |              | Público: 39 159 Árbitro: Paul Tamberino |

| Cores do Time · Cores do Time · Cores do Time · Cores do Time · Cores do Time | Cores do Time · Cores do Time · Cores do Time · Cores do Time · Cores do Time |

| KANSAS CITY WIZARDS: |                  |     |
|                      |                  |     |
| GO                   | Tony Meola       | 76' |
| DE                   | Chris Klein      | 89' |
| DE                   | Nick Garcia      | 58' |
| DE                   | Peter Vermes     |     |
| DE                   | Brandon Prideaux |     |
| MC                   | Preki            | 74' |
| MC                   | Matt McKeon      |     |
| MC                   | Kerry Zavagnin   |     |
| MC                   | Chris Henderson  |     |
| AT                   | Mo Johnston      | 48' |
| AT                   | Miklos Molnar    |     |
| Substitutos:         |                  |     |
| AT                   | Uche Okafor      | 74' |
| DE                   | Francisco Gomez  | 89' |
| Técnico:             |                  |     |
| Bob Gansler          |                  |     |

| CHICAGO FIRE: |                  |     |
|               |                  |     |
| GO            | Zach Thornton    |     |
| DE            | C.J. Brown       |     |
| DE            | Carlos Bocanegra |     |
| DE            | Tenywa Bonseu    |     |
| MC            | Luboš Kubík      | 83' |
| MC            | Diego Gutierrez  | 70' |
| MC            | Chris Armas      |     |
| MC            | Jesse Marsch     |     |
| MC            | Dema Kovalenko   |     |
| AT            | Hristo Stoichkov |     |
| AT            | Ante Razov       |     |
| Substitutos:  |                  |     |
| MC            | Luboš Kubík      | 70' |
| MC            | DaMarcus Beasley | 83' |
| Técnico:      |                  |     |
| Bob Bradley   |                  |     |

Melhor em Campo:
Tony Meola (Kansas City Wizards)

## Premiação
| MLS Cup 2000                            |
| --------------------------------------- |
| Kansas City Wizards Campeão (1º título) |